# Układ dynamiczny
Układ dynamiczny – model matematyczny rzeczywistego zjawiska przyrody, którego ewolucja jest wyznaczona jednoznacznie przez stan początkowy; najczęściej jest opisany pewnym wektorowym równaniem różniczkowym (czyli w istocie układem równań różniczkowych zwyczajnych), zwanym równaniem stanu. Teoria układów dynamicznych stanowi ważny dział matematyki znajdujący liczne zastosowania przy opisie konkretnych zjawisk, m.in. w teorii sterowania. Układy złożone są najczęściej symulowane komputerowo. Niektóre układy dynamiczne mogą wykazywać właściwości chaotyczne, najprostszym przykładem jest odwzorowanie logistyczne.
W odróżnieniu od układu statycznego, którego stan w danej chwili t jest zależny wyłącznie od wartości parametrów w chwili t, układ dynamiczny zależy także od parametrów z przeszłości. Innymi słowy system dynamiczny wymaga pamięci na temat poprzednich stanów aby wytworzyć wynik. Można go także określić jako układ z pamięcią, czyli układ, którego zachowanie zależy od stanu pamięci i zadanego wymuszenia.

## Typy układów dynamicznych

### Gładkie
(pochodzą od autonomicznych równań różniczkowych)
{\displaystyle X} – zbiór z pewną strukturą różniczkowalną,
{\displaystyle (T_{t})} – rodzina odwracalnych przekształceń różniczkowalnych (dyfeomorfizmów) spełniających warunek {\displaystyle T_{t}{\circ }T_{s}=T_{t+s}.}

### Topologiczne
(dziedzina: dynamika topologiczna)
Niech {\displaystyle \mathbf {X} } będzie przestrzenią topologiczną oraz {\displaystyle \varphi :\mathbf {X} \times \mathbb {R} \to \mathbf {X} } niech będzie odwzorowaniem. Parę {\displaystyle \left(\mathbf {X} ,\varphi \right)} nazywa się układem dynamicznym, jeżeli dla wszystkich {\displaystyle x\in \mathbf {X} } oraz {\displaystyle t,s\in \mathbb {R} } zachodzą warunki:
{\displaystyle \varphi (x,0)=x,}
{\displaystyle \varphi (\varphi (x,t),s)=\varphi (x,t+s)}
oraz {\displaystyle \varphi } jest odwzorowaniem ciągłym.

#### Interpretacja
Interpretacja tej definicji może być następująca:
Przestrzeń {\displaystyle \mathbf {X} } jest zbiorem wszystkich możliwych stanów, w których może znajdować się pewien fizyczny układ. Zbiór liczb rzeczywistych {\displaystyle \mathbb {R} } reprezentuje oś czasu. Punkt {\displaystyle \varphi (x,t)} jest interpretowany jako stan układu po upływie czasu {\displaystyle t,} jeżeli wiemy, iż układ ten był w chwili {\displaystyle t=0} w stanie {\displaystyle x.} Warunek drugi powyższej definicji mówi w istocie o tym, że sposób ewolucji początkowego stanu układu nie zależy od czasu, w którym ta ewolucja przebiega.

### Teoriomiarowe
(dziedzina: teoria ergodyczna)
{\displaystyle (X,{\mathcal {F}},\mu )} – przestrzeń z miarą (zwykle probabilistyczna), {\displaystyle T\colon X\to X} – odwzorowanie mierzalne, o którym często zakłada się, że zachowuje miarę, tzn. {\displaystyle \mu (B)=\mu (T^{-1}B)} dla {\displaystyle B\in {\mathcal {F}}.}
Przykładami takich odwzorowań są: przekształcenie piekarza oraz przesunięcie w lewo dla uogólnionego schematu Bernoulliego (układu Bernoulliego), albo np.
{\displaystyle Tx=2x\mod 1} dla {\displaystyle x\in X=[0,1].}